# Joanna Truffaut
Joanna Truffaut, född 1977, är en fransk entreprenör. Truffaut har haft en inflytelserik roll i att skapa medvetenhet om och utveckla gratis Wi-Fi-nätverk i stadsområden i USA och Frankrike och har lanserat internet-igångsättare i Mellanöstern. Hon är specialiserad på att ge råd till offentliga institutioner, städer och medieföretag om möjligheter och risker med digital erfarenhet och teknik i sin övergripande affärsstrategi. Truffaut är en alumna från Institut Mines-Télécom och Virginia Tech.

## Karriär
År 2001 blev Truffaut medlem av det trådlösa ledningsgruppen i NYC, en ideell organisation som förespråkar och möjliggör tillväxten av gratis, offentlig trådlös internetuppkoppling i New York City och omgivande områden och sammanfogas av Anthony M. Townsend. 
Efter 2003 startade Truffaut med Paris Open Network, som syftade till att möjliggöra tillväxten av gratis Wi-Fi-nätverk i Paris.  Hon blev en erkänd siffra i Frankrike för evangelisering av gratis stads Wi-Fi-nätverk och skrev med sin första bok.  Under denna tidsperiod i Europa arbetade hon inom ICT Innovation Transfer-fältet för en filial av det franska industri- och ekonomiministeriet och sedan för en start, Cityneo, som senare köptes av Pure Agency.
Efter hennes flytt till Mellanöstern grundade Truffaut Ibtikarati, den första start-up plattformen i Mellanöstern 2012, vilket gjorde det möjligt för företagare att sälja sina appar via onlineportalen. 
År 2013 grundade hon Ejaba.com, en online-företags Q & A-plattform i Mellanöstern, som gjorde det möjligt för företagare att ställa företagsrelaterade frågor till ett nätverk av experter mot en avgift. 
Truffaut är för närvarande en digital transformationsdirektör för offentliga institutioner och medieföretag på Ernst & Young och är fortfarande aktiv inom start-up genom hennes mentorskap och hackathon-bedömningsverksamhet.